# Condado Venaissin
El Condado Venaissin[cita requerida] (en idioma francés Comtat Venaissin y a veces llamado Comtat; en occitano provenzal: lo Comtat Venaicin o la Comtat, según la norma clásica; lou Coumtat Venessin o la Coumtat, según la norma mistraliana) fue una entidad territorial durante el Antiguo Régimen del Reino de Francia, situada en el área que rodea a la ciudad de Aviñón, en la región de Provenza-Alpes-Costa Azul. 
Se extendió a lo largo del valle del Ródano, río Durance y Mont Ventoux, con un pequeño exclave ubicado al norte, alrededor de la ciudad de Valréas, junto con las villas de Cavaillon, Carpentras y Vaison-la-Romaine.
El nombre del condado proviene de Venasque, su primera capital, la cual fue sucedida por Carpentras en 1320. Sus vecinos, Aviñón y Orange, conformaron respectivamente un condado (comté) y un principado diferentes.

## Historia

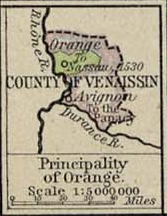
Alrededores de Venasque en un mapa de Orange de 1547 conservado en la Universidad de Texas.

El Comtat dentro de sus límites del y comunas y departamentos actuales.

Durante el siglo XIII, el condado perteneció a Alfonso, conde de Poitiers quien lo donó en herencia a la Santa Sede tras su muerte en 1274, convirtiéndose en un Territorio papal.
Aviñón fue vendida al Papado por la condesa Jeanne de Provenza en 1348, con lo cual los dos condados se unieron para formar un enclave papal unificado (aunque conservando sus identidades políticas por separado). 
Los habitantes del enclave no pagaban impuestos ni estaban sujetos al servicio militar, por lo que la vida en el condado era considerablemente más atractiva que en la Corona Francesa. Se convirtió en el puerto de los Judíos franceses, que recibieron un mejor tratamiento bajo el gobierno papal que en el resto de Francia. La sinagoga más antigua de Francia, construida en el siglo XIV, está en Carpentras.
Sucesivos gobernantes franceses buscaron anexar la región a Francia. Fue invadida por tropas francesas en 1663, 1668, 1687-1688 y 1768-1774 durante las disputas entre la Corona y la Iglesia. También fue sometida a restricciones comerciales y aduaneras durante los reinos de Luis XIV y Luis XV.
El control papal persistió hasta 1791, cuando se mantuvo un plebiscito desautorizado y los habitantes votaron por la anexión a Francia. Fue subsecuentemente incorporada al departamento de Vaucluse. Sin embargo, el Papado no lo reconoció formalmente hasta 1814.
La región sigue siendo conocida informalmente como el Condado Venesino, aunque obviamente esto no tiene ningún significado político.

## Geografía
Las regiones de Carpentras del Condado Venesino están clasificadas como Ciudades y Tierras de Arte e Historia de Francia.
El corazón del Condado Venesino consiste en una planicie llamada planicie de Carpentras, que está rodeada por Dentelles de Montmirail, el Mont Ventoux, Gabelle, Nesque y los Montes de Vaucluse. El Condado Venesino es famoso por la belleza de sus paisajes, que tienen un carácter específico, gracias a la débil industrialización del área. Teniendo una frágil vegetación, y siendo propenso a los incendios en el verano, se recomienda tener gran prudencia y cuidado.

## Galería

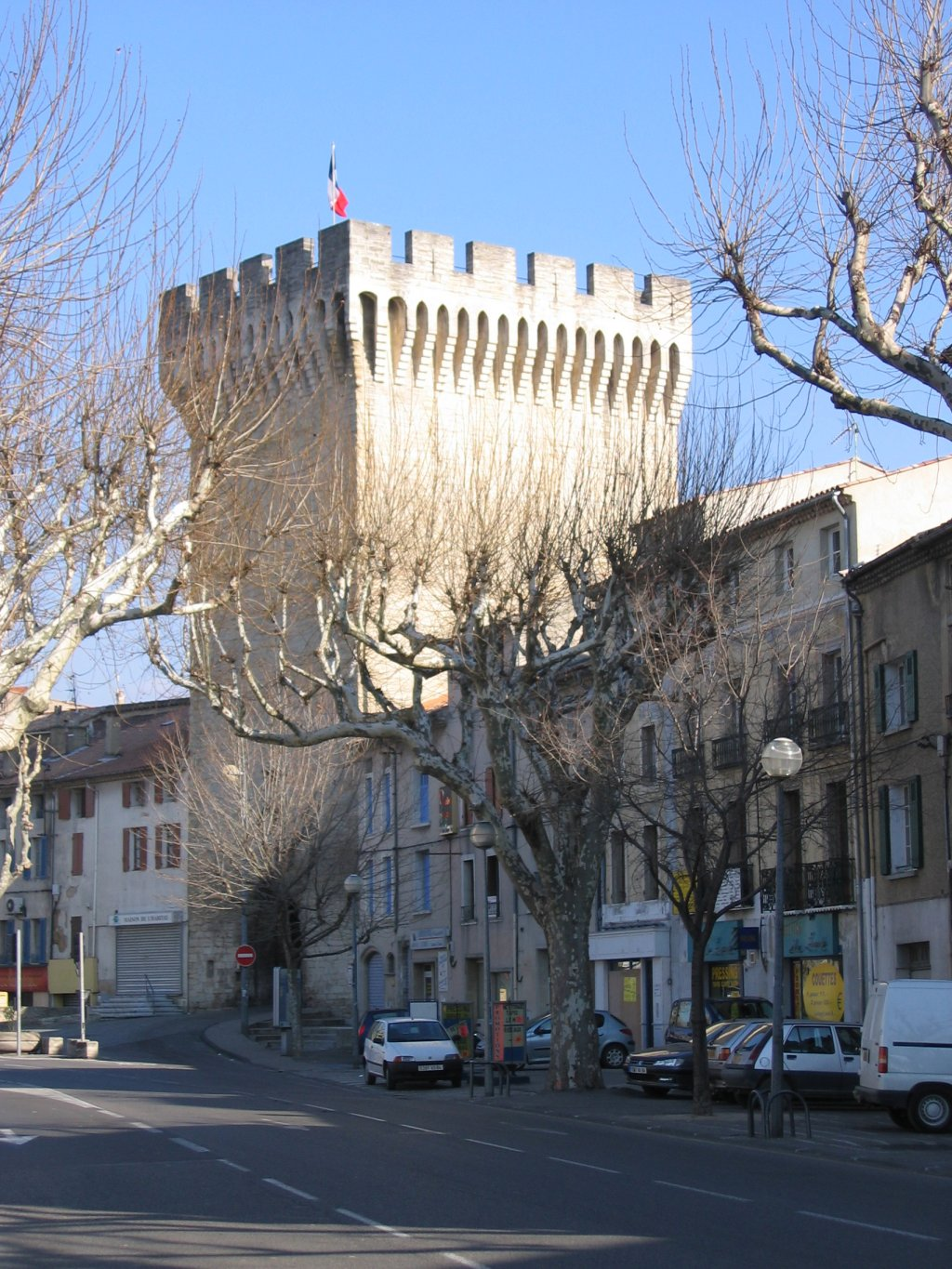
La vila de Carpentras
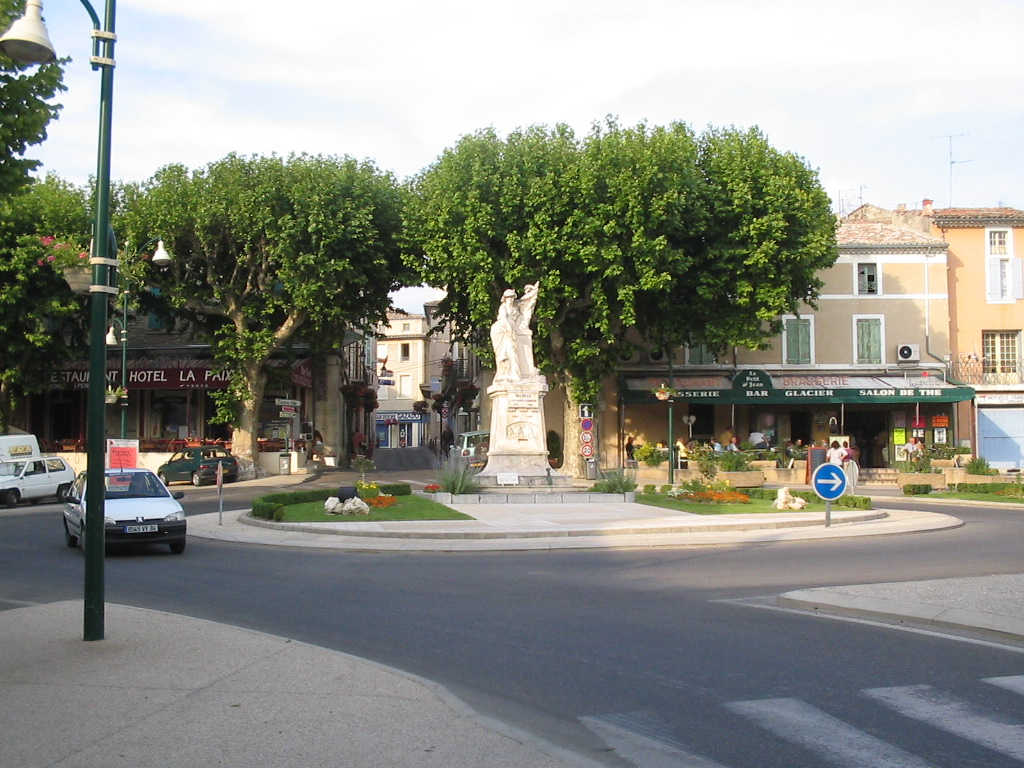
La vila de Vauriàs es centro del enclavamiento de Vauriàs, una zona del condado

## También ver
- Shuadit